# 12の月のイヴ
『12の月のイヴ』（じゅうにのつきのイヴ）は、2014年1月31日にminoriから発売された18禁恋愛アドベンチャーゲームである。

## ストーリー
青年・直人はクリスマスイヴを迎えた郊外のニュータウン・恵美市（めぐみし）で、ある少女と出会った。
直人はその少女と面識がなかったものの、なぜか知人とみなしてしまう。
舞台のロケ地は、東京の聖蹟桜ヶ丘と多摩センター周辺が描かれている。

## 登場人物

### メインキャラクター
降旗 直人（ふるはた なおと）
主人公。
宇奈原 由紀（うなはら ゆき）
声：楠原ゆい
直人と知り合った少女。実は不治の病にかかっており、その治療法を探すべく未来からやってきた。
椎名 杏鈴（しいな あんず）
声：雪味ちよこ
直人の友人。
椎名みずか（しいな みずか）
声：山田ゆな
杏鈴の姉で、妹のおっぱいを気に入っている。

### サブキャラクター
飛鳥井 凜（あすかい りん）
声：加々良真央
直人のクラスメートにして、彼らの学園の理事長の娘。
緒方 穂奈美（おがた ほなみ）
声：杏花
恵美市の病院に勤務する医師。幼い見た目に反して腕は確か。

## スタッフ
- 監督：酒井伸和
- シナリオ：鏡遊
- 音楽：天門

## 主題歌
オープニングテーマ「RUN.EVE.RUN」
作詞：酒井伸和 / 作曲＆編曲：天門 / 歌：原田ひとみ
エンディングテーマ「present」
作詞：Ayumi. / 作曲＆編曲：柳英一朗 /歌：Astilbe x Arendsii
- 収録CD：12の月のイヴ 豪華版 特典サウンドトラックCD「eve」

## ラジオ
- 12の月のイヴWebラジオ「イヴらじ」（2013年12月24日 - 2014年3月6日、全10回）